# Чемпіонат Європи з футболу 2012 (кваліфікаційний раунд, група I)
Матчі Групи I кваліфікаційного раунду Євро-2012 тривали з 3 вересня 2010 по 11 жовтня 2011. Збірна Іспанії, зайнявши перше місце, кваліфікувалася на Євро-2012, а збірна Чехії з другого місця потрапила у раунд плей-оф.
| М  | Команда     | І | В | Н | П | МЗ | МП | РМ  | О  |
| -- | ----------- | - | - | - | - | -- | -- | --- | -- |
| 1. | Іспанія     | 8 | 8 | 0 | 0 | 26 | 6  | +20 | 24 |
| 2. | Чехія       | 8 | 4 | 1 | 3 | 12 | 8  | +4  | 13 |
| 3. | Шотландія   | 8 | 3 | 2 | 3 | 9  | 10 | −1  | 11 |
| 4. | Литва       | 8 | 1 | 2 | 5 | 4  | 13 | −9  | 5  |
| 5. | Ліхтенштейн | 8 | 1 | 1 | 6 | 3  | 17 | −14 | 4  |

### Результати
| 03.09.2010 |

| Ліхтенштейн | 0:4      | Іспанія                              |
| ----------- | -------- | ------------------------------------ |
|             | Протокол | Торрес 18', 54' Вілья 26' Сільва 62' |

| Райнпарк, Вадуц Глядачів: 6 127 Арбітр: Бюлент Їлдирим (Туреччина) |

| 03.09.2010 |

| Литва | 0:0      | Шотландія |
| ----- | -------- | --------- |
|       | Протокол |           |

| Дарюс і Гіренас, Каунас Глядачів: 6 539 Арбітр: Джюнейт Чакир (Туреччина) |

| 07.09.2010 |

| Чехія | 0:1      | Литва      |
| ----- | -------- | ---------- |
|       | Протокол | Шярнас 25' |

| Андрюв, Оломоуц Глядачів: 12 100 Арбітр: Алон Єфет (Ізраїль) |

| 07.09.2010 |

| Шотландія                 | 2:1      | Ліхтенштейн |
| ------------------------- | -------- | ----------- |
| Міллер 62' МакМанус 90+7' | Протокол | Фрік 46'    |

| Хемпден-Парк, Глазго Глядачів: 37 050 Арбітр: Віктор Швецов (Україна) |

| 08.10.2010 |

| Іспанія                      | 3:1      | Литва      |
| ---------------------------- | -------- | ---------- |
| Льоренте 47', 56' Сільва 79' | Протокол | Шярнас 54' |

| Ель Гельмантико, Саламанка Глядачів: 16 800 Арбітр: Джанлука Роккі (Італія) |

| 08.10.2010 |

| Чехія      | 1:0      | Шотландія |
| ---------- | -------- | --------- |
| Губник 69' | Протокол |           |

| Синот-Тіп Арена, Прага Глядачів: 14 922 Арбітр: Іван Бебек (Хорватія) |

| 12.10.2010 |

| Ліхтенштейн | 0:2      | Чехія                   |
| ----------- | -------- | ----------------------- |
|             | Протокол | Нецид 12' В.Кадлець 29' |

| Райнпарк, Вадуц Глядачів: 2 555 Арбітр: Станіслав Сухіна (Росія) |

| 12.10.2010 |

| Шотландія                 | 2:3      | Іспанія                                   |
| ------------------------- | -------- | ----------------------------------------- |
| Нейсміт 58' Піке 67' (аг) | Протокол | Вілья 44' (пен.) Іньєста 55' Льоренте 79' |

| Хемпден-Парк, Глазго Глядачів: 51 322 Арбітр: Массімо Бузакка (Швейцарія) |

| 25.03.2011 |

| Іспанія               | 2:1      | Чехія      |
| --------------------- | -------- | ---------- |
| Вілья 69', 73' (пен.) | Протокол | Плашил 29' |

| Нуево Лос Карменес, Гранада Глядачів: 16 400 Арбітр: Віктор Кашшаї (Угорщина) |

| 29.03.2011 |

| Чехія                  | 2:0      | Ліхтенштейн |
| ---------------------- | -------- | ----------- |
| Барош 3' М.Кадлець 70' | Протокол |             |

| Стржелецький остров, Чеське Будейовіце Глядачів: 6 700 Арбітр: Овідіу Гацеган (Румунія) |

| 29.03.2011 |

| Литва           | 1:3      | Іспанія                             |
| --------------- | -------- | ----------------------------------- |
| Станкявічус 57' | Протокол | Хаві 19' Кіянскас 70' (аг) Мата 83' |

| Дарюс і Гіренас, Каунас Глядачів: 9 180 Арбітр: Лоран Дюамель (Франція) |

| 03.06.2011 |

| Ліхтенштейн            | 2:0      | Литва |
| ---------------------- | -------- | ----- |
| Ерне 7' Польверіно 36' | Протокол |       |

| Райнпарк, Вадуц Глядачів: 5 998 Арбітр: Артем Кучін (Казахстан) |

| 02.09.2011 |

| Литва | 0:0      | Ліхтенштейн |
| ----- | -------- | ----------- |
|       | Протокол |             |

| Дарюс і Гіренас, Каунас Глядачів: 4 000 Арбітр: Кен Генрі Йонсен (Норвегія) |

| 03.09.2011 |

| Шотландія              | 2:2      | Чехія                           |
| ---------------------- | -------- | ------------------------------- |
| Міллер 44' Флетчер 82' | Протокол | Плашил 78' М.Кадлець 90' (пен.) |

| Хемпден-Парк, Глазго Глядачів: 51 457 Арбітр: Кевін Блом (Нідерланди) |

| 06.09.2011 |

| Іспанія                                           | 6:0      | Ліхтенштейн |
| ------------------------------------------------- | -------- | ----------- |
| Негредо 34, 37' Хаві 44' Рамос 52' Вілья 60', 79' | Протокол |             |

| Лас Гаунас, Логроньйо Глядачів: 16 000 Арбітр: Гаральд Лехнер (Австрія) |

| 06.09.2011 |

| Шотландія   | 1:0      | Литва |
| ----------- | -------- | ----- |
| Нейсміт 50' | Протокол |       |

| Хемпден-Парк, Глазго Глядачів: 34 071 Арбітр: Крістінн Якобссон (Ісландія) |

| 07.10.2011 |

| Чехія | 0:2      | Іспанія            |
| ----- | -------- | ------------------ |
|       | Протокол | Мата 6' Алонсо 23' |

| Дженералі Арена, Прага Глядачів: 17 873 Арбітр: Паоло Тальявенто (Італія) |

| 08.10.2011 |

| Ліхтенштейн | 0:1      | Шотландія       |
| ----------- | -------- | --------------- |
|             | Протокол | Макейл-Сміт 32' |

| Райнпарк, Вадуц Глядачів: 5 636 Арбітр: Том Харальд Хаген (Норвегія) |

| 11.10.2011 |

| Іспанія                 | 3:1      | Шотландія           |
| ----------------------- | -------- | ------------------- |
| Сілва 6', 44' Вілья 54' | Протокол | Гудвіллі 66' (пен.) |

| Хосе Ріко Перес, Аліканте Глядачів: 27 559 Арбітр: Стефан Юханнесон (Швеція) |

| 11.10.2011 |

| Литва             | 1:4      | Чехія                                          |
| ----------------- | -------- | ---------------------------------------------- |
| Шярнас 68' (пен.) | Протокол | М.Кадлець 2' (пен.), 85' (пен.) Резек 16', 45' |

| Дарюс і Гіренас, Каунас Глядачів: 4 000 Арбітр: Давід Фернандес Борбалан (Іспанія) |